# وزارت دفاع کرواسی
وزارت دفاع کرواسی (کرواتی: Ministarstvo obrane Republike Hrvatske) از وزارتخانه‌های زیرمجموعه دولت کرواسی است، که وظیفه پشتیبانی لجستیک از نیروهای دفاعی کرواسی را برعهده دارد.
وزارت دفاع وزارتخانه‌ای در دولت کرواسی است که مسئول ارتش این کشور است. این وزارتخانه در سال ۱۹۹۰ تأسیس شد.